# Lumea Fluviului
Lumea Fluviului (Riverworld) este un univers fictiv care constituie cadrul unei serii de romane science fiction scrise de Philip José Farmer.

## Cărți
Cele cinci romane ale seriei sunt următoarele:
- Înapoi la trupurile voastre răzlețite! (1971)
  - câștigător al premiului Hugo, nominalizat la premiul Locus, 1972[1]
- Vasul miraculos (1971)
- Planul misterios (1977)
- Labirintul magic (1980)
- Zeii Lumii Fluviului (1983)

Există și câteva povestiri ale Lumii Fluviului, dintre care prima (Riverworld) a apărut într-o antologie:
- Riverworld and Other Stories

La începutul anilor '90 s-a decis ca Lumea Fluviului să devină un univers deschis, la care au fost invitați să își aducă aportul numeroși autori. În urma acestui demers, au fost publicate doar două volume:
- Tales of Riverworld - cuprinde o povestire scrisă de Farmer, "Crossing the Dark River". A doua povestire, "A Hole In Hell", a fost scrisă de Farmer sub pseudonimul Dane Helstrom
- Quest to Riverworld - cuprinde două povestiri scrise de Farmer: "Up the Bright River" și "Coda"

## Povestea
Localizată la o distanță nedeterminată de sistemul solar și la câteva milenii în viitor, Lumea Fluviului este o planetă asemănătoare Pământului, a cărei suprafață a fost terraformată, pentru a forma valea unui fluviu extraordinar de lung. Izvorul fluviului îl constituie o mică mare polară nordică, de unde acesta pornește în zigzag de-a lungul unei emisfere înainte de a reveni pe o altă cale labirintică în aceeași mare.
Povestea începe atunci când aproape întreaga omenire este readusă la viață pe malurile fluviului, de la primii homo sapiens până la oamenii de la începutul secolului XXI. Numărul estimat de oameni este de 36.006.009.637, dintre care cel puțin 20% sunt din secolul XX, datorită populației mult mai numeroase din ultimele secole, comparativ cu primele. Există o dată limită, începând de la care niciun om nu a mai fost readus la viață. Inițial anul era 1983, dar a fost mutat ulterior în 2008. Motivul aparent al acestei date limită este acela al anihilării omenirii în timpul unei catastrofe produse la întâlnirea cu o rasă extraterestră care a ajuns pe Pământ.
Toți cei care muriseră înaintea vârstei de 25 de ani sunt readuși la viață într-un corp având vârsta la care au murit, care crește apoi într-un ritm normal, oprindu-se la 25 de ani. Copiii morți înainte de cinci ani nu sunt readuși la viață în Lumea Fluviului (ulterior se arată că ei erau înviați pe o altă planetă, în Lumea Grădină). Rasa umană este acum nemuritoare și, în cazul morții unui individ, acesta este readus la viață într-o altă regiune a fluviului.
În cărțile seriei, o serie de figuri istorice - incluzându-i pe Sir Richard Burton, Alice Liddell, Mark Twain, regele Ioan Fără-de-Țară, Tom Mix, Wolfgang Amadeus Mozart, Jack London, Lothar von Richthofen și Hermann Göring - interacționează cu personaje fictive în căutarea lor de a descoperi scopul creării Lumii Fluviului și a reîncarnării lor. Un alt personaj, Peter Jairus Frigate, seamănă izbitor cu Farmer, având chiar și aceleași inițiale.
În timpul istorisirii, este revelat faptul că Lumea Fluviului a fost creată ca un test moral pentru omenire.
În universul Lumii Fluviului, înțelepciunea nu este un fenomen care apare natural, ci e rezultatul unui fel de suflet creat artificial, numit wathan. Prima rasă care a creat wathanii a reușit să evolueze foarte mult, dobândind capacitatea de a "prinde" wathanii eliberați în momentul morții, revenind la viață continuu - sau cel puțin așa a crezut. În timp, s-a dovedit imposibilă reatașarea unor wathani de corpurile fizice, concluzionându-se că wathanii care erau cei mai înțelepți și morali s-au "eliberat", proces comparabil cu ideea de moksha din filozofia indiană.
Astfel, creatorii wathanilor au început să străbată universul, plasând generatoare de wathani pe diferite lumi, pentru a crea ființe înțelepte. Odată ce se crea o specie în care se putea avea încredere, aceasta era însărcinată să creeze alte specii înțelepte, după ce întreaga ei populație s-a "eliberat". Ciclul a continuat vreme îndelungată, până la crearea omenirii.
Creatorii omenirii sunt o rasă extraterestră cunoscută ca "Etici", dintre care doar unul apare în cărți: Monat Graatut. Eticii au adus inițial un generator și un colector de wathani pe Pământ, dintre care ultimul avea rolul de a recupera și păstra wathanii (cu personalitățile și amintirile posesorilor lor) până la învierea ulterioară.
Motivul acestei schimbări este acela că oamenii sunt, pentru Etici, extraordinari. Astfel, ei pot fi foarte civilizați (capabili să se "elibereze" în timpul unei singure vieți, ca Buddha) și foarte barbari (capabili de brutalități inimaginabile pentru alte specii, cum ar fi genocidul, sclavia, etc.). Cea mai bună parte a omenirii merită cu prisosință să continue ciclul creației, în timp ce celei mai rele nu i se poate încredința tehnologia wathanilor. Pentru a rezolva această dilemă, Eticii decid să supună omenirea testului Lumii Fluviului. Ideea este ca fiecare om care a trăit pe Pământ să aibă șansa revelării naturii sale bune, dovedindu-se astfel meritoriu pentru a continua ciclul creației.

## Originea
Povestea inițială a Lumii Fluviului a fost intitulată Owe for the Flesh și se termina cu protagonistul (numit Richard Black în această versiune) descoperind turnul de la capătul fluviului. Farmer a participat la un concurs SF organizat de  Shasta Press și susținut de Pocket Books, pe care l-a câștigat. Lucrarea nu a fost niciodată publicată și manuscrisul original s-a pierdut. O versiune ulterioară a manuscrisului, rescrisă (de asemenea pierdută timp de decenii), a fost descoperită și publicată în 1983 cu titlul River of Eternity.

## Cărți, filme, jocuri legate de Lumea Fluviului
De la publicarea seriei originale, mai mulți autori au folosit cadrul Lumii Fluviului pentru propriile povestiri.
Un ghid realizat similar cu cele folosite pentru jocurile de tip RPG a fost lansat de Steve Jackson Games. Copii ale acestui ghid au fost înmânate autorilor povestirilor publicate în Tales of Riverworld și Quest To Riverworld, deoarece prezenta cronologia, personajele, geografia și detaliile tehnice ale universului Lumii Fluviului.
Sci-Fi channel a demarat în 2001 o serie TV având similarități cu Lumea Fluviului, finalizând doar episodul pilot, Lumea Fluviului, pe care l-a lansat în 2003. Acesta folosea elemente din Înapoi la trupurile voastre răzlețite! și Vasul miraculos, dar a înlocuit eroul cărții Sir Richard Burton cu un astronaut american, iar pe regele Ioan fără de Țară cu Nero.  Episodul pilot este disponibil online pe întreg globul prin intermediul programului Joost, cu excepția Statelor Unite și a Canadei. Poate fi găsit pe canalul Sci-Fi Alliance Atlantis.
Un film TV de 3 ore intitulat Lumea Fluviului a fost produs și lansat de către Syfy (fostul The Sci-fi Channel) în SUA și de Studio Universal în restul lumii, fiind scris de Robert Hewitt Wolfe. Protagonistul este Matt Ellman, un reporter de război american, interpretat de Tahmoh Penikett. Personajul negativ este Sir Francis Burton, deși în carte el apare ca erou.
Jocul pe calculator Riverworld a fost lansat în octombrie 1998 de Cryo Interactive. Coloana sonoră a fost realizată de Stephane Picq și lansată pe CD de Shooting Star Music.
Un concept similar a fost folosit de autorul Philip Purser-Hallard în cartea sa Of the City of the Saved....

## Ficțiuni ale fanilor
Povestiri scrise de fani, a căror acțiune are loc în universul "Lumii Fluviului" au fost publicate prin intermediul site-ului al lui Philip José Farmer.

## Studii școlare
Antoine Ruiz, de la Université d'Avignon (Franța) și-a realizat lucrarea de licență sub titlul Redemption in Philip José Farmer's Riverworld în 1995. Lucrarea este disponibilă online pe Official PJ Farmer Home Page.